# Dieter Meier
Dieter Meier (Zurique, 4 de março de 1945) é um músico e cineasta suíço.
Nascido de uma família rica, Meier foi um cineasta experimental até os anos 1970, apesar de sempre ter se interessado por música. Foi nessa mesma década que formou sua primeira banda, chamada Fresh Colour. Em 1979, formou a banda de música eletrônica Yello junto de Boris Blank e Carlos Peron. Foi diretor de clipe musical de sua banda quando a Yello lançou o álbum Claro Que Si, filmando o clipe do single "Pinball Cha Cha". Mas quando Yello teve o single "Oh Yeah" usada como trilha sonora do filme Ferris Bueller's Day Off, de John Hughes, que Meier ganhou maior destaque. É sua voz que canta em "Oh Yeah", tornando-se um marco cultural.
Meier também atua como empreendedor. Ele é o proprietário da vinícola Ojo de Agua, localizada em Mendoza, Argentina, no sopé da Cordilheira dos Andes, que produz ótimos vinhos orgânicos, com limitada produção.